# Comuna de Raciążek
Raciążek (polaco: Gmina Raciążek) é uma gminy (comuna) na Polónia, na voivodia de Cujávia-Pomerânia e no condado de Aleksandrowski. A sede do condado é a cidade de Raciążek.
De acordo com os censos de 2004, a comuna tem 3064 habitantes, com uma densidade 93,2 hab/km².

## Área
Estende-se por uma área de 32,89 km², incluindo:
- área agrícola: 84%
- área florestal: 4%

## Demografia
Dados de 30 de Junho 2004:
|                      | Total   | Total | Mulheres | Mulheres | Homens  | Homens |
| -------------------- | ------- | ----- | -------- | -------- | ------- | ------ |
|                      | pessoas | %     | pessoas  | %        | pessoas | %      |
| População            | 3064    | 100   | 1518     | 49,5     | 1546    | 50,5   |
| Densidade (pop./km²) | 93,2    | 100   | 46,2     | 46,2     | 47      | 47     |

De acordo com dados de 2002, o rendimento médio per capita ascendia a 1270,36 zł.

## Comunas vizinhas
- Aleksandrów Kujawski, Ciechocinek, Czernikowo, Koneck, Nieszawa, Waganiec